# Ammoconia marsicaria
Ammoconia marsicaria är en fjärilsart som beskrevs av Franz Dannehl 1929. Ammoconia marsicaria ingår i släktet Ammoconia och familjen nattflyn. Inga underarter finns listade i Catalogue of Life.